# کارل هاجک
کارل هاجک (انگلیسی: Karel Hájek; ۲۲ ژانویهٔ ۱۹۰۰ – ۳۱ مارس ۱۹۷۸) عکاس، روزنامه‌نگار، عکاسی طبیعت و چاپچی اهل چکسلواکی بود.